# Blåvingad sparvpapegoja
Blåvingad sparvpapegoja (Forpus xanthopterygius) är en fågel i familjen västpapegojor inom ordningen papegojfåglar.

## Utbredning och systematik
Blåvingad sparvpapegoja förekommer i Bolivia samt möjligen sydöstra Peru österut till nordöstra Brasilien och söderut till Paraguay och nordöstra Argentina. Tidigare inkluderades både flodsparvpapegojan (F. crassirostris) och turkosvingad sparvpapegoja (F. spengeli) i arten. Dessa urskiljs dock numera vanligen som egna arter. Vissa behandlar dock spengeli i stället som underart till gröngumpad sparvpapegoja (Forpus passerinus).

## Status
IUCN kategoriserar arten som livskraftig, men inkluderar flodsparvpapegojan i bedömningen.

## Bilder

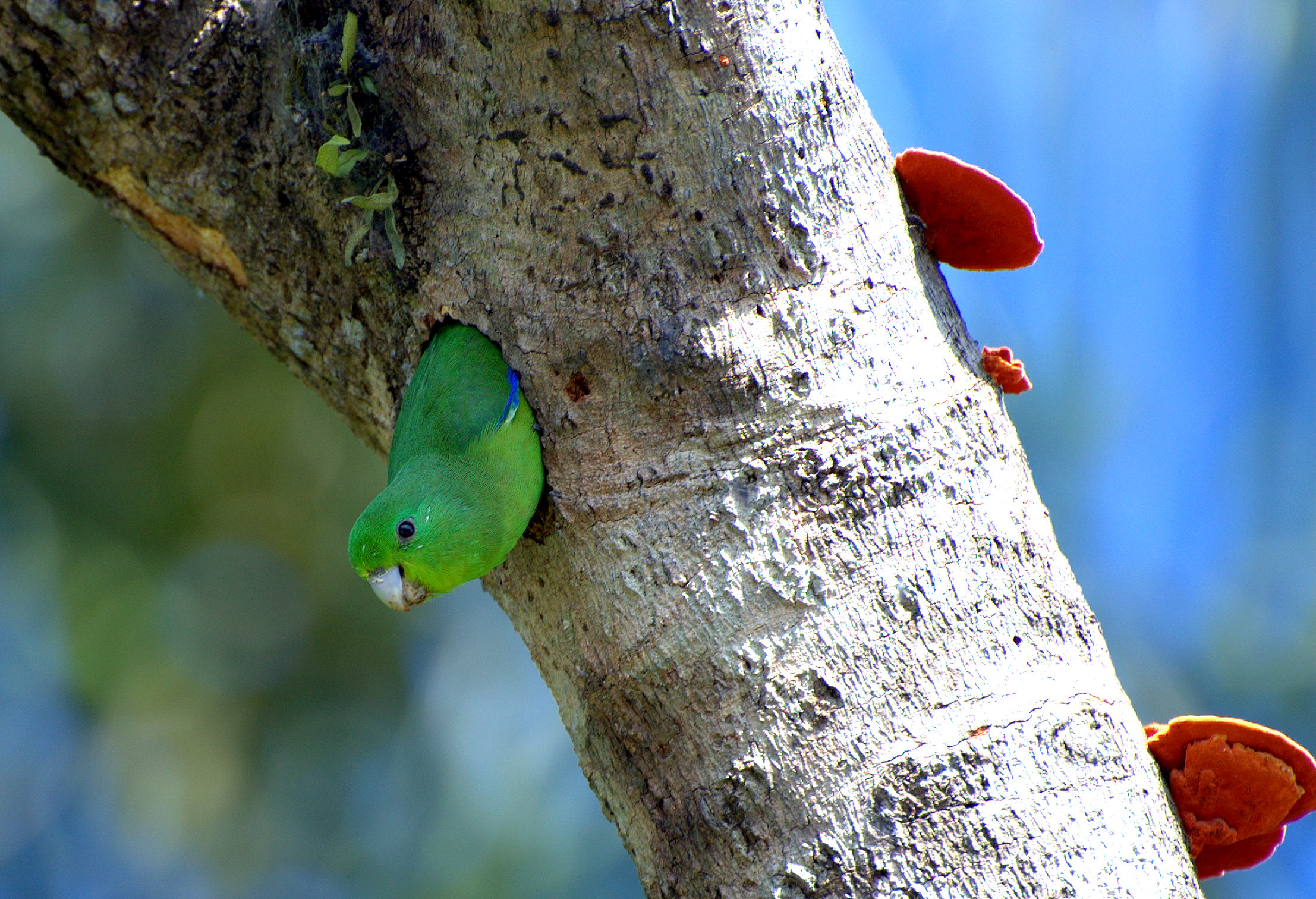
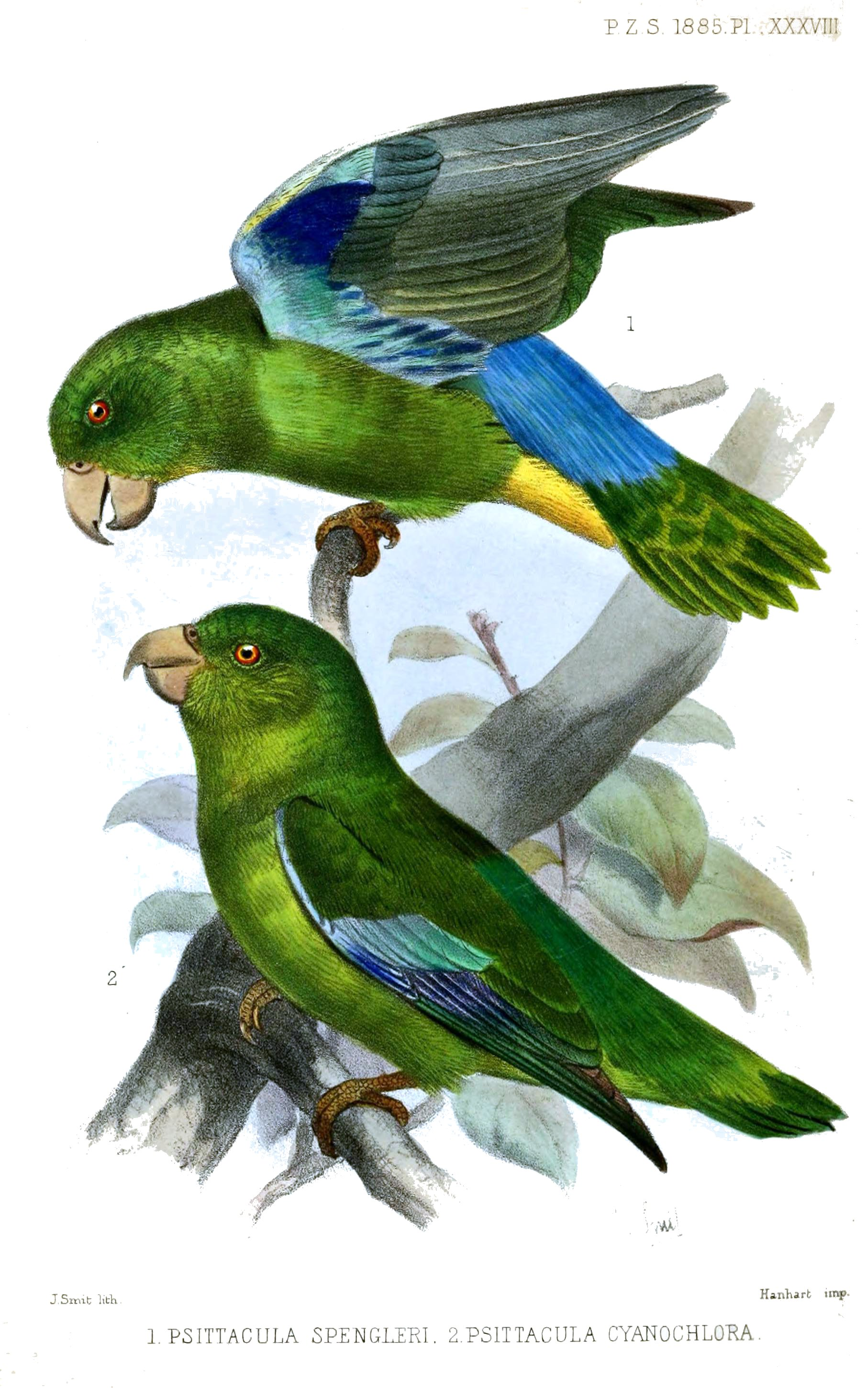